# Діно Мерлін
Діно Мерлін (босн. Dino Merlin; справжнє ім'я — Едіна Дервішхалідовіч; босн. Edin Dervišhalidović; нар.12 вересня 1962) — боснійський співак, музикант, поет і композитор, автор тексту гімну Республіки Боснія і Герцеговина (нині — Боснія і Герцеговина).

## Біографія
У 1983 заснував групу «Мерлін», з якою записав 5 альбомів (1985 — 1990). З 1990 співпрацює з багатьма співаками колишньої Югославія, в тому числі з Здравко Чолічем, виконуючим деякі пісні Дервішхалідовіча.
З 1991 почав сольну кар'єру під ім'ям Діно Мерлін.
У 1992 Дервішхалідовіч став автором тексту до гімну Республіки Боснія і Герцеговина (нині — Боснія і Герцеговина). Пісня Jedna si jedina на слова Дервішхалідовіча, написана на мелодію боснійської народної пісні «На іншому боці Пліва» (босн. S one strane Plive) стала гімном Республіки до 1998.
У 1993 написав пісню Sva bol svijeta для сараєвської групи Fazla, з якою та вперше представляла Боснію і Герцеговину на конкурсі пісні Євробачення в 1993 році в Ірландія . Боснія і Герцеговина тоді зайняла 16-е місце з 25 учасників, отримавши 27 очок.
У 1999 разом з французької співачкою Беатріче виступив на Євробаченні в Єрусалимі з піснею «Putnici», посівши 7-е місце з 23 (76 очок).
У 2010 було вирішено знову відправити Діно на Євробачення 2011 року, де він посів шосте місце з композицією «Love in Rewind» (укр. «Любов повертається»).

## Дискографія
- 1985 — Kokuzna vremena
- 1986 — Teško meni sa tobom (a još teže bez tebe)
- 1987 — Merlin
- 1989 — Nešto lijepo treba da se desi
- 1990 — Peta strana svijeta
- 1993 — Moja bogda sna
- 1995 — Fotografija
- 2000 — Sredinom
- 2004 — Burek
- 2008 — Ispočetka
- 2014 — Hotel Nacional